# Дабойя
Дабойя (Daboia) — рід отруйних змій родини Гадюкові. Має 3 види.

## Опис
Загальна довжина представників цього роду коливається від 70 см до 1,66 м. Голова помірного розміру, трикутна. Тулуб масивний, товстий, кремезний. Забарвлення коричневе, буре, червонувате, оливкове з різними відтінками. Шкіра вкрита численними смугами або плямами різної форми та розміру.

## Спосіб життя
Полюбляють сухі та гірські місцини, чагарники, зустрічаються на висоті до 3000 м над рівнем моря. Активні у присмерку або вночі. Поживою є ящірки, гризуни, птахи та земноводні.
Отрута цих змій становить небезпеку для людини.
Це яйцеживородна змія. Самиці народжують від 5 до 50 дитинчат.

## Розповсюдження
Мешкають у південній та південно-східній Азії.

## Види
- Daboia palaestinae
- Daboia russelii
- Daboia siamensis